# Ranca
Ranca – wieś w Słowenii, w gminie Pesnica. W 2018 roku liczyła 248 mieszkańców.